# Бюссло
Бюссло (нід. Bussloo) — село в нідерландській провінції Гелдерланд. Входить до муніципалітету Ворст. Перша згадка про населений пункт датується 1390 роком. Наразі у ньому налічується близько 55 будинків.